# 北麂列岛
北麂，全称北麂列岛，位于浙江省东海海面上，距瑞安市区37千米处。由大明甫岛、小明甫岛、北麂岛、下岙岛、关老爷山等16个岛屿组成。
主岛北麂岛，列岛也由此得名。附近海域为北麂渔场，是浙江传统渔场之一。